# Pekka Tarkka

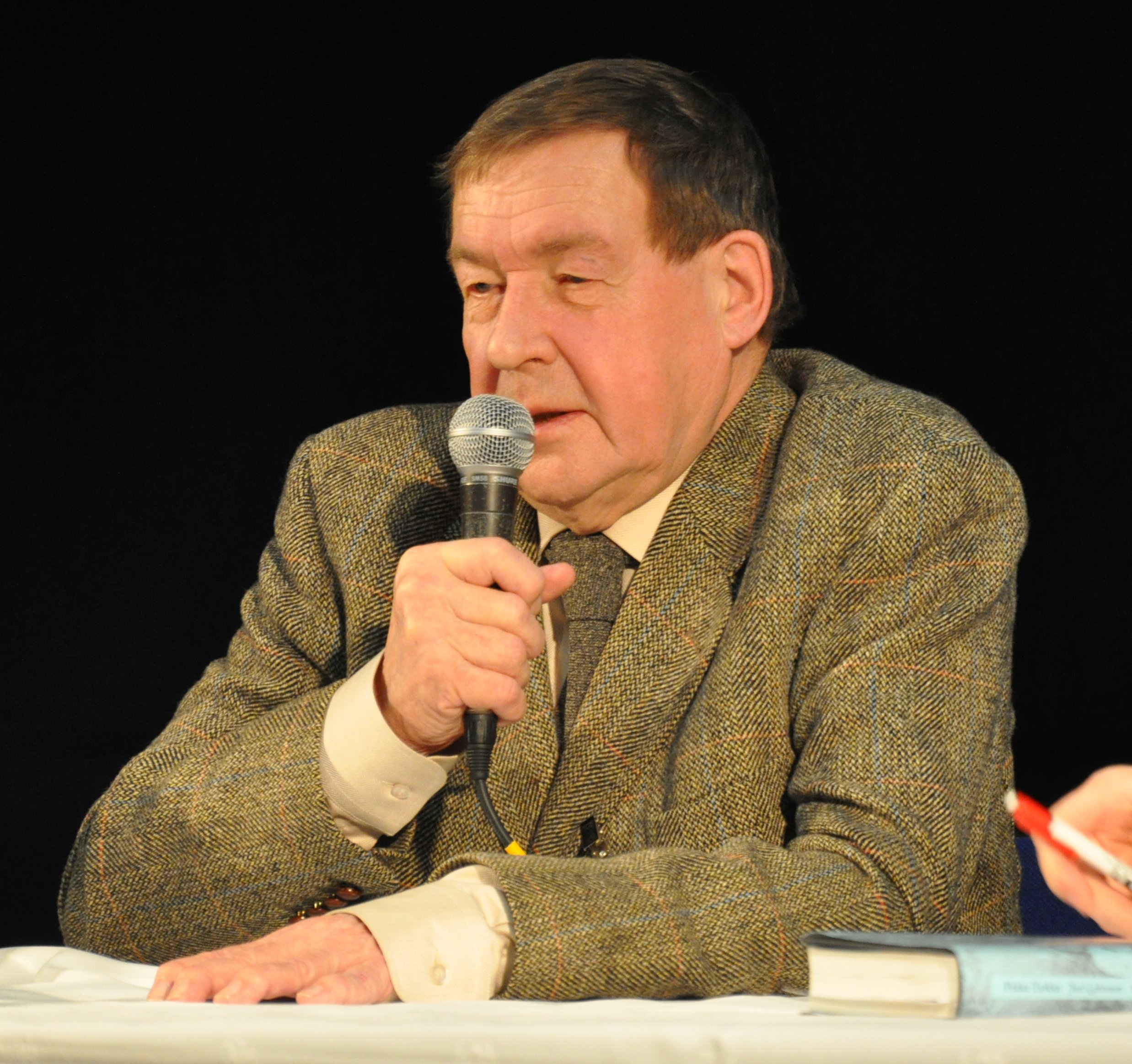
Pekka Tarkka

Pekka Sakari Tarkka, född 4 december 1934 i Helsingfors, är en finländsk journalist och kritiker, bror till teaterkritikern Jukka Tarkka.
Tarkka blev filosofie doktor 1978. Han är en av det sena 1900-talets mest inflytelserika finska publicister, främst knuten till Helsingin Sanomat, där han var litteraturredaktör 1958–1961 och efter ett mellanspel på Uusi Suomi 1961–1967 återkom 1969 för att stanna ända till 1999. Han var tidningens kulturchef 1984–1989. Hans recensioner, essäer och kolumner har publicerats i två samlingsvolymer, Sanat sanoista (1984) och Lause lauseesta (1994). 
Vid sidan av journalistiken har Tarkka producerat en rad litteraturhistoriska verk. I sin tidiga forskning ägnar han sig främst åt Joel Lehtonens författarskap, bland annat i doktorsavhandlingen Putkinotkon tausta (1977). Han har skrivit förlaget Otavas historia 1918–1940 (1980) och redigerat Volter Kilpis brevväxling med förläggaren Alvar Renqvist i volymen Kirjailija ja hänen kustantajansa (1990). Tarkkas magnum opus är den tvådelade biografin över Pentti Saarikoski (1996 och 2002; i svensk översättning 2002 och 2005).